# قاضی (فیلم ۲۰۱۴)
قاضی (به انگلیسی: The Judge) فیلم آمریکایی، در سبک درام-کمدی است که توسط دیوید دابکین کارگردانی شد و در اکتبر ۲۰۱۴ منتشر شد.
در این فیلم بازیگرانی همچون رابرت داونی جونیور، رابرت دووال، ویرا فارمیگا، وینسنت دن آفریو و دکس شپارد به ایفای نقش پرداخته‌اند.

## داستان
وکیلی بسیار موفق برای خاکسپاری مادرش به شهرش برمی‌گردد. وی در پی کشف این این موضوع است که پدرش، قاضی شهر، متهم به انجام قتلی می‌شود وی با یکی از دوستان قدیمی اش نیز دیدار می‌کند و …

## بازیگران
- رابرت داونی جونیور
- رابرت دووال
- ویرا فارمیگا
- وینسنت دن آفریو
- بیلی باب تورنتون
- دکس شپارد
- فرانک ال. ریدلی
- این ریتل